# Daniel Mandell
Daniel Mandell (New York, 13 luglio 1895 – Huntington Beach, 8 giugno 1987) è stato un montatore statunitense, tre volte vincitore dell'Oscar al miglior montaggio.
In quarant'anni di carriera, tra la metà degli anni venti e la metà degli anni sessanta, lavorò a circa settanta film, a fianco di registi quali Howard Hawks, Frank Capra, ed in particolare William Wyler (nove film tra il 1933 e il 1946, tra cui I migliori anni della nostra vita) e Billy Wilder (sei film tra il 1957 al 1966, tra cui L'appartamento).

## Riconoscimenti
- Oscar al miglior montaggio
  - 1942: candidato - Piccole volpi
  - 1943: vincitore - L'idolo delle folle
  - 1947: vincitore - I migliori anni della nostra vita
  - 1958: candidato - Testimone d'accusa
  - 1961: vincitore - L'appartamento

## Filmografia
- Scompiglio (The Turmoil), regia di Hobart Henley (1924)
- Love Me and the World Is Mine, regia di Ewald André Dupont (1927)
- La capanna dello zio Tom (Uncle Tom's Cabin), regia di Harry A. Pollard (1927)
- Man, Woman and Wife, regia di Edward Laemmle (1929)
- Silks and Saddles, regia di Robert F. Hill (1929)
- Mississipi (Show Boat), regia di Harry A. Pollard (1929)
- Melody Lane, regia di Robert F. Hill (1929)
- Il faro delle tempeste (Undertow), regia di Harry A. Pollard (1930)
- Il trapezio della morte (Swing High), regia di Joseph Santley (1930)
- Holiday, regia di Edward H. Griffith (1930)
- Sin Takes a Holiday, regia di Paul L. Stein (1930)
- Beyond Victory, regia di John S. Robertson (1931)
- Rebound, regia di Edward H. Griffith (1931)
- Devotion, regia di Robert Milton (1931)
- A Firehouse Honeymoon, regia di George Marshall (1932) - cortometraggio
- La mia vita per mio figlio (A Woman Commands), regia di Paul L. Stein (1932)
- Parlor, Bedroom and Wrath, regia di Harry Sweet (1932)
- Sham Poo, the Magician, regia di Harry Sweet - cortometraggio (1932)
- The Animal Kingdom, regia di Edward H. Griffith (1932)
- Jitters the Butler, regia di Mark Sandrich - cortometraggio (1932)
- The Gay Nighties, regia di Mark Sandrich (1933)
- Art in the Raw, regia di Harry Sweet - cortometraggio (1933)
- Troppa armonia (Emergency Call), regia di Edward L. Cahn (1933)
- Saturday's Millions, regia di Edward Sedgwick (1933)
- Ritorno alla vita (Counsellor at Law), regia di William Wyler (1933)
- Edizione straordinaria (I'll Tell the World), regia di Edward Sedgwick (1934)
- Love Birds, regia di William A. Seiter (1934)
- Embarrassing Moments, regia di Edward Laemmle (1934)
- Wake Up and Dream, regia di Kurt Neumann (1934)
- There's Always Tomorrow, regia di Edward Sloman (1934)
- Le vie della fortuna (The Good Fairy), regia di William Wyler (1935)
- L'uomo dai diamanti (Diamond Jim), regia di A. Edward Sutherland (1935)
- King Solomon of Broadway, regia di Alan Crosland (1935)
- His Night Out, regia di William Nigh (1935)
- La calunnia (These Three), regia di William Wyler (1936)
- Infedeltà (Dodsworth), regia di William Wyler (1936)
- Sono innocente (You Only Live Once), regia di Fritz Lang (1937)
- Tiranna deliziosa (Woman Chases Man), regia di John G. Blystone (1937)
- Strada sbarrata (Dead End), regia di William Wyler (1937)
- Cime tempestose (Wuthering Heights), regia di William Wyler (1939)
- La gloriosa avventura (The Real Glory), regia di Henry Hathaway (1939)
- L'uomo del West (The Westerner), regia di William Wyler (1940)
- Arriva John Doe (Meet John Doe), regia di Frank Capra (1941)
- Piccole volpi (The Little Foxes), regia di William Wyler (1941)
- Colpo di fulmine (Ball of Fire), regia di Howard Hawks (1941)
- L'idolo delle folle (The Pride of the Yankees), regia di Sam Wood (1942)
- Ho salvato l'America (They Got Me Covered), regia di David Butler (1943)
- Fuoco a oriente (The North Star), regia di Lewis Milestone (1943)
- Così vinsi la guerra (Up in Arms), regia di Elliott Nugent (1944)
- Arsenico e vecchi merletti (Arsenic and Old Lace), regia di Frank Capra (1944)
- Il pirata e la principessa (The Princess and the Pirate), regia di David Butler (1944)
- L'uomo meraviglia (Wonder Man), regia di H. Bruce Humberstone (1945)
- Preferisco la vacca (The Kid from Brooklyn), regia di Norman Z. McLeod (1946)
- I migliori anni della nostra vita (The Best Years of Our Lives), regia di William Wyler (1946)
- Venere e il professore (A Song Is Born), regia di Howard Hawks (1948)
- Fuga nel tempo (Enchantment), regia di Irving Reis (1948)
- La morte al di là del fiume (Roseanna McCoy), regia di Irving Reis (1949)
- Questo folle mio cuore (My Foolish Heart), regia di Mark Robson (1949)
- La porta dell'inferno (Edge of Doom), regia di Mark Robson (1950)
- Rodolfo Valentino (Valentino), regia di Lewis Allen (1951)
- Gli amori di Cristina (A Millionaire for Christy), regia di George Marshall (1951)
- Di fronte all'uragano (I Want You), regia di Mark Robson (1951)
- Il favoloso Andersen (Hans Christian Andersen), regia di Charles Vidor (1952)
- Samoa (Return to Paradise), regia di Mark Robson (1953)
- Bulli e pupe (Guys and Dolls), regia di Joseph L. Mankiewicz (1955)
- Cacciatori di squali (The Sharkfighters), regia di Jerry Hopper (1956)
- Testimone d'accusa (Witness for the Prosecution), regia di Billy Wilder (1957)
- Porgy and Bess, regia di Otto Preminger (1959)
- L'appartamento (The Apartment), regia di Billy Wilder (1960)
- Uno, due, tre! (One, Two, Three), regia di Billy Wilder (1961)
- Irma la dolce (Irma La Douce), regia di Billy Wilder (1963)
- Baciami, stupido (Kiss Me, Stupid), regia di Billy Wilder (1964)
- Non per soldi... ma per denaro (The Fortune Cookie), regia di Billy Wilder (1966)